# Burkhard von Randegg
 (mai 2025).
Burkhard von Randegg, mort le 13 avril 1466, est évêque de Constance de 1462 à 1466.

## Biographie
Issu de la famille souabe des seigneurs de Randegg, résidant au château de Randegg près de Gottmadingen, il est  fils du chevalier Heinrich von Randegg et de Margaretha von Ellerbach.
Sa nièce Anna von Randegg est abbesse du monastère de Gnadental en Argovie de 1478 à 1502.
Le 1er décembre 1462, le prévôt et chanoine de Constance, il est élu évêque du diocèse de Constance par le chapitre cathédral.
Le 3 décembre 1462, il nomme comme  administrateur le très actif Georg Winterstetter, d'abord chanoine de l'église St. Stephan de Constance et plus tard chanoine de la cathédrale Constance, lequel se rend à Rome pour recevoir du pape Pie II le certificat de nomination de l'évêque Burkhard.
En 1463, Burkhard échange  l'abbaye de Saint-Gall contre le bailliage de Horn et le tribunal de Goldbach en Thurgovie. Par décret épiscopal du 13 mai 1464, il interdit aux chanoines et aux religieuses de l'abbaye de Zurich de détenir un capital à l'insu ou sans le consentement de l'abbesse.
Il meurt le 13 avril 1466 est inhumé dans la cathédrale de Constance.